# Umma (Schiff, 1971)

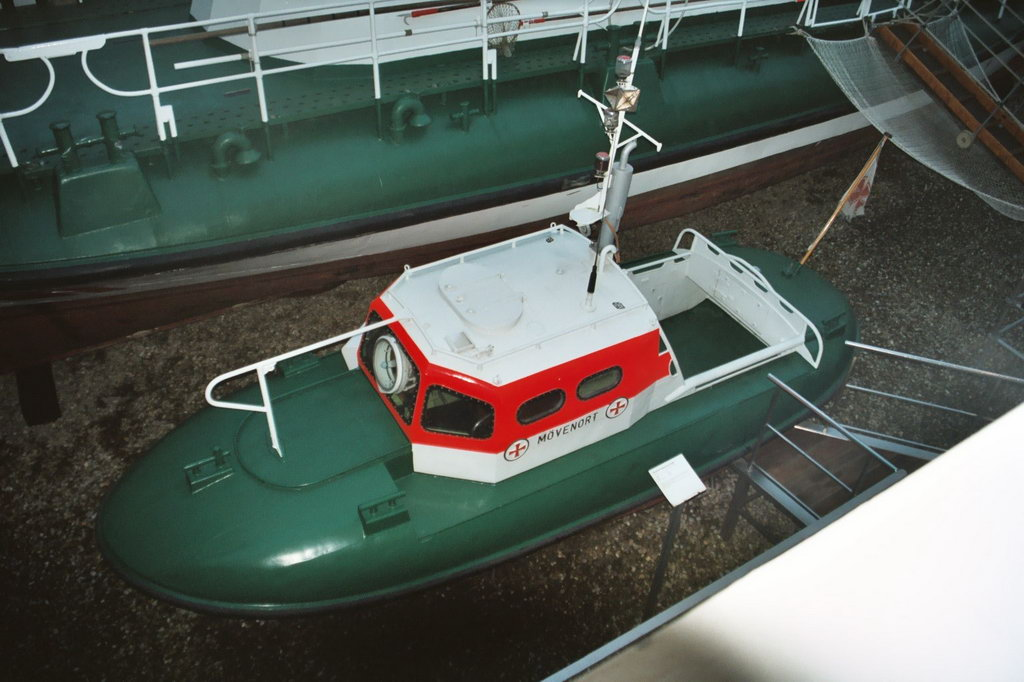
Als Mövenort 2002 im Deutschen Schiffahrtsmuseum

Bei dem Seenotrettungsboot (SRB) Umma handelte es sich um ein Boot der 7-Meter-Klasse der Deutschen Gesellschaft zur Rettung Schiffbrüchiger (DGzRS). Gebaut wurde das Boot 1971 von der Schweers-Werft in Bardenfleth unter der Baunummer 6419. Die interne Bezeichnung lautete KRST 21.

## Namensgebung
Umma ist ein friesischer Frauenname und drückt die Verbundenheit der DGzRS zur deutschen Küste aus. Den zweiten Namen Norddeich (ab 8. Februar 1990) erhielt das Boot aufgrund der Versetzung an diesen Ort an der Nordseeküste. Erneut umgetauft wurde das Boot am 20. April 1994 auf Mövenort, eine Gegend an der Nordspitze der Insel Rügen.

## Technische Ausstattung
Das Seenotrettungsboot war mit Funkanlagen, Echolot, GPS, Fremdlenzpumpe und einer Bergungspforte ausgestattet.
Das Boot besaß, wie alle „echten“ Boote der 7-m-Klasse, kein Radargerät (nähere Erläuterung dazu: Seenotrettungsboot Kaatje).

## Stationierungen
Am 3. Juli 1972 begann die Umma den Dienst auf der Insel Helgoland, der am 15. Dezember 1981 endete. Nach einer Einsatzpause wurde sie am 30. April 1982 nach Eckernförde verlegt, wo sie bis 1985 im Einsatz war. Vom 14. April 1985 bis Februar 1990 war Damp der Einsatzort. Am 8. Februar 1990 erfolgte die Umbenennung auf Norddeich, den Namen des Ortes, an den das Boot am 7. April 1990 verlegt wurde. Im Juni 1990 endete der Einsatz in Norddeich, und von Juni 1993 bis zum 20. April 1994 war das SRB keiner DGzRS-Station fest zugeordnet, sondern diente als Reserveboot bis zur Verlegung nach Freest, wo das Boot – jetzt umgetauft auf den Namen Mövenort – die Dienstzeit im August 1996 beendete. Nach einer kurzen Einsatzpause erfolgte die Verlegung nach Breege am 27. April 1997. Die Außerdienststellung erfolgte im Oktober 1999.
Seit November 1999 ist das Boot als Exponat im Deutschen Schifffahrtsmuseum in Bremerhaven ausgestellt.